# Wilmer Allison
Wilmer Lawson Allison Jr. (San Antonio, 8 dicembre 1904 – Austin, 20 aprile 1977) è stato un tennista statunitense.

## Carriera
Ha ottenuto i migliori risultati a cavallo degli anni 1930 vincendo uno Slam su tre finali in singolare e quattro titoli su nove in doppio insieme al connazionale John Van Ryn.
Il primo titolo arriva a Wimbledon 1929 dove nel doppio maschile supera la coppia britannica Collins-Gregory in cinque set.
L'anno successivo riesce a difendere il titolo in doppio e raggiunge la finale anche nel singolare dove si arrende a Bill Tilden.
Agli U.S. National Championships 1930 raggiunge la prima di sei finali a New York nel doppio maschile uscendone vincitore, risultato che riuscirà a ottenere nuovamente nel 1935. In singolare raggiunge la finale nel 1934 dove viene eliminato da Fred Perry ma ottiene la rivincita l'anno successivo quando sconfigge il tennista britannico in semifinale e trionfa al turno successivo su Sidney Wood.
La sua unica partecipazione agli Australian Championships avviene nel 1933 dove raggiunge le semifinali del singolare e del doppio maschile. Nel doppio misto ha conquistato un solo titolo, agli U.S. National Championships 1930 insieme a Edith Cross.
In Coppa Davis partecipa a quarantaquattro match ottenendo trentadue vittorie e dodici sconfitte stabilendo nel doppio, sempre insieme a Van Ryn, un record di 14-2 che verrà superato solo successivamente dalla coppia McEnroe-Fleming. Nel 1930 vince un match contro Giorgio De Stefani dopo aver recuperato due set di svantaggio e salvato ben 18 match point, stabilendo un record a tutt'oggi imbattuto.
È stato introdotto nell'International Tennis Hall of Fame nel 1963.